# Мисливська удача (фільм, 1913)
Мисливська удача (англ. The Fortune Hunters) — американська драма Герберта Блаше 1913 року.

## Сюжет
Багатий старий вчений хоче видати внучку заміж за мисливця, хоча вона закохана в пілота гідроплана.